# Mussurana
Mussurana es un género de serpientes de la familia Colubridae y subfamilia Dipsadinae. Incluye tres especies que se distribuyen por buena parte del sur de Sudamérica. Las especies de este género se incluían tradicionalmente en Clelia.

## Especies
Se reconocen a las siguientes especies:
- Mussurana bicolor (Peracca, 1904) - Perú, Paraguay, sur de Brasil y Argentina.
- Mussurana montana (Franco, Marques & Puorto, 1997) - Sudeste de Brasil.
- Mussurana quimi (Franco, Marques & Puorto, 1997) - Paraguay, norte de Argentina y sudeste de Brasil.